# Wilson County (Texas)
Das Wilson County ist ein County im Bundesstaat Texas der Vereinigten Staaten. Das U.S. Census Bureau hat bei der Volkszählung 2020 eine Einwohnerzahl von 49.753 ermittelt. Der Sitz der County-Verwaltung ist Floresville.

## Geographie
Das County liegt im mittleren Südosten von Texas, ist etwa 130 km vom Golf von Mexiko entfernt und hat eine Fläche von 2094 Quadratkilometern, wovon 4 Quadratkilometer Wasserfläche sind. Es grenzt im Uhrzeigersinn an folgende Countys: Guadalupe County, Gonzales County, Karnes County, Atascosa County und Bexar County.

## Geschichte
Wilson County wurde 1874 aus Teilen des Bexar County und Karnes County gebildet. Benannt wurde es nach James Charles Wilson, einem US-Senator von Texas und einer der Anführer der Evangelisch-methodistischen Kirche in Texas.

## Demografische Daten

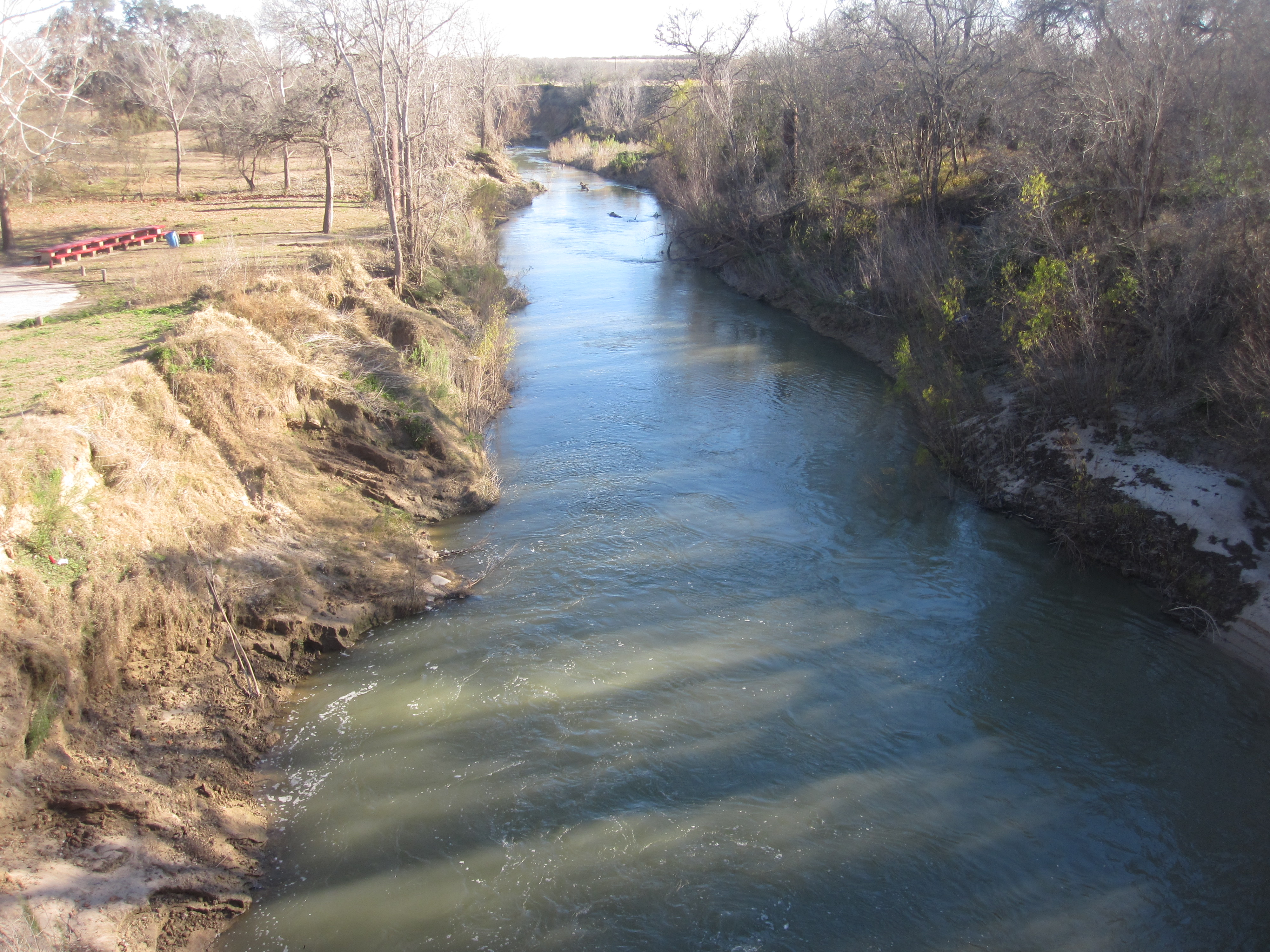
Oberlauf des San Antonio Rivers bei Floresville

Nach der Volkszählung im Jahr 2000 lebten im Wilson County 32.408 Menschen in 11.038 Haushalten und 8.830 Familien. Die Bevölkerungsdichte betrug 16 Einwohner pro Quadratkilometer. Ethnisch betrachtet setzte sich die Bevölkerung zusammen aus 81,19 Prozent Weißen, 1,21 Prozent Afroamerikanern, 0,58 Prozent amerikanischen Ureinwohnern, 0,30 Prozent Asiaten, 0,04 Prozent Bewohnern aus dem pazifischen Inselraum und 14,25 Prozent aus anderen ethnischen Gruppen; 2,43 Prozent stammten von zwei oder mehr Ethnien ab. 36,52 Prozent der Einwohner waren spanischer oder lateinamerikanischer Abstammung.
Von den 11.038 Haushalten hatten 40,0 Prozent Kinder oder Jugendliche, die mit ihnen zusammen lebten. 66,5 Prozent waren verheiratete, zusammenlebende Paare 9,2 Prozent waren allein erziehende Mütter und 20,0 Prozent waren keine Familien. 17,1 Prozent waren Singlehaushalte und in 7,8 Prozent lebten Menschen im Alter von 65 Jahren oder darüber. Die durchschnittliche Haushaltsgröße betrug 2,89 und die durchschnittliche Familiengröße betrug 3,26 Personen.
29,2 Prozent der Bevölkerung war unter 18 Jahre alt, 7,6 Prozent zwischen 18 und 24, 28,6 Prozent zwischen 25 und 44, 23,2 Prozent zwischen 45 und 64 und 11,5 Prozent waren 65 Jahre alt oder älter. Das Durchschnittsalter betrug 36 Jahre. Auf 100 weibliche Personen kamen 99,7 männliche Personen und auf 100 Frauen im Alter von 18 Jahren oder darüber kamen 97 Männer.

Das jährliche Durchschnittseinkommen eines Haushalts betrug 40.006 USD, das Durchschnittseinkommen einer Familie betrug 45.681 USD. Männer hatten ein Durchschnittseinkommen von 31.716 USD, Frauen 23.582 USD. Das Prokopfeinkommen betrug 17.253 USD. 9,2 Prozent der Familien und 11,3 Prozent der Einwohner lebten unterhalb der Armutsgrenze.

## Städte und Gemeinden
| - Floresville - La Vernia | - Lavernia - Pandora | - Poth - Recycle | - Stockdale - Sutherland Springs |